# SSC 1901 Oels
SSC 1901 Oels was een Duitse voetbalclub uit Oels, dat tegenwoordig het Poolse Oleśnica is.

## Geschiedenis
De club werd opgericht in 1901 en speelde vanaf 1920 in de Midden-Silezische competitie, aanvankelijk in de Gau Oels, later in de Gau Oels-Namslau. In 1921 werd de club kampioen en plaatste zich voor de Midden-Silezische eindronde, waarin ze de finale bereikten en verloren van SC Schlesien Breslau. Na een tweede plaats in 1922 werd de club in 1923 opnieuw kampioen. In de eindronde versloeg de club SC Brega 09 Brieg met 5-0, maar verloor dan zelf met 6-0 in de finale van de Vereinigte Breslauer Sportfreunde. Twee jaar later stond de club opnieuw in de finale, maar ook nu was een club uit Breslau te sterk, Breslauer SC 08 won met 5-0. In 1928 en 1929 stonden beide clubs opnieuw tegenover elkaar, en nu werd het respectievelijk 6-0 en 5-1 voor Breslau.
Na twee plaatsen in de middenmoot van de competitie plaatste de club zich in 1932 opnieuw voor de eindronde. Vanaf 1930 namen de clubs uit Breslau niet meer deel aan de competitie, wat de kansen van de andere clubs vergrootte. De club bereikte opnieuw de finale en verloor deze keer van SpVgg SSC Brieg. Ook in 1933 bereikte de club de finale en won deze keer van Brega Brieg waardoor ze voor het eerst kampioen werden. Echter gooide opnieuw een club uit Breslau roet in het eten voor een verdere Zuidoost-Duitse eindronde. De club zou normaal een play-off tegen Breslauer FV 06 spelen, maar omdat er tijdsnood was werd deze club naar de eindronde afgevaardigd zonder dat deze wedstrijd gespeeld werd.
Na dit seizoen werd de competitie grondig geherstructureerd. De overheid ontbond alle competities van de Zuidoost-Duitse voetbalbond en voerde de Gauliga Schlesien in als nieuwe hoogste klasse. Uit Midden-Silezië werden enkel clubs uit Breslau toegelaten. Oels moest in de Bezirksliga Mittelschlesien gaan spelen, die de tweede klasse vormde. Om toch een concurrentieel team op te kunnen stellen in de nieuwe sterkere competitie fuseerde de club met VfR Oels en TSVgg Jahn Oels tot STC 1892 Oels. Deze club speelde nog vier jaar in de Bezirksliga alvorens te degraderen.

## Erelijst
Kampioen Midden-Silezië
1933